# Wolfgang Ferber d. Ä.
Wolfgang Ferber der Ältere (* 1586 in Zwickau; † 1657 ebenda) war kurfürstlicher Pritschmeister am Dresdner Hof, Steuereinnehmer und Dichter. Er dokumentierte Tiefpunkte der Zwickauer Geschichte dichterisch:
- 1633: Das verzwickte Zwickaw (online)
- 1642: Der berupffte Schwan (2. Teil, online)
- 1648: Der sehr schwache und kranck liegende Schwan (3. Teil)
- 1650: Der seiner Zierde entblösete Schwan (4. Teil)

Sein Gesamtwerk ist aber umfangreicher.